# 安博伊鎮區 (明尼蘇達州卡頓伍德縣)
安博伊鎮區（英語：Amboy Township）是位於美國明尼蘇達州卡頓伍德縣的一個行政鎮區。

## 地方資料
安博伊鎮區的面積為92.30平方千米，當中陸地面積為92.30平方千米，而水域面積為0.00平方千米。根據2020年美國人口普查的數據，當地共有人口142人，而人口密度為每平方千米1.54人。